# The Odyssey (album)
The Odyssey is het zesde studioalbum van de band Symphony X, uitgebracht in 2002. Symphony X is een Amerikaanse progressieve-metalband uit New Jersey. 

## Bandleden
- Zang - Russell Allen
- Gitaar - Michael Romeo
- Basgitaar - Michael Lepond
- Drums - Jason Rullo
- Keyboard - Michael Pinnella

## Nummers
1. Inferno (5:33)
2. Wicked (5:33)
3. Incantations of the Apprentice (4:22)
4. Accolade II (7:53)
5. King of Terrors (6:20) – gebaseerd op het horrorverhaal The Pit and the Pendulum van Edgar Allen Poe
6. The Turning (4:45)
7. Awakenings (8:22)
8. The Odyssey (24:14) – gebaseerd op de Odyssee van Homerus
9. Masquerade (5:59 - Limited Edition bonustrack)
10. Frontiers (Japanse import bonustrack)